# Astragalus salmonis
Astragalus salmonis är en ärtväxtart som beskrevs av Marcus Eugene Jones. Astragalus salmonis ingår i släktet vedlar, och familjen ärtväxter. Inga underarter finns listade i Catalogue of Life.